# Povia
 (décembre 2020).
Si vous disposez d'ouvrages ou d'articles de référence ou si vous connaissez des sites web de qualité traitant du thème abordé ici, merci de compléter l'article en donnant les références utiles à sa vérifiabilité et en les liant à la section « Notes et références ».
Povia, de son vrai nom Giuseppe Povia (né à Milan le 19 novembre 1972) est un chanteur pop italien.

## Biographie
Povia nait le 19 novembre 1972 à Milan. Collégien, il commence à jouer de la guitare et écrit ses premiers textes à quatorze ans. À dix-sept ans il compose ses premières chansons et étudie la musique, tout en travaillant comme serveur pour subvenir à ses besoins.
Après avoir participé à divers concours de chant, il rencontre le parolier et compositeur Giancarlo Bigazzi et le producteur Angelo Carrara qui produisent son premier single È vero, sous le label Target. Ils produiront par la suite deux autres titres : Zanzare et Intanto tu non mi cambi.
Ces premiers enregistrements passent relativement inaperçus et il faut attendre 2003 et le succès de Mia sorella, chanson qui traite de la boulimie et pour laquelle Povia remporte la quatorzième édition du festival de musique populaire contemporaine de Recanati, pour qu'il sorte de l'anonymat.
Deux ans plus tard, en 2005, le festival de Sanremo ne retient pas dans la compétition la chanson I bambini fanno "ooh...", au titre qu'elle a déjà été interprétée en public, à Recanati. Cependant, le directeur artistique du festival, Paolo Bonolis, permet à Povia de l'interpréter dans le cadre de l'action caritative d'aide aux enfants du Darfour.
La chanson remporte alors un succès phénoménale et reste vingt semaines numéro 1 des hit-parades italiens (dont dix-neuf consécutives). Le single est sept fois disque de Platine, ce qui lui vaut la reconnaissance des deux maisons de disques Deltadischi et Target, qui enregistrent plus de 180 000 exemplaires vendus. Même reconnaissance de la part de BMG Sony qui comptabilise 350 000 téléchargements numériques, chanson la plus téléchargée à partir de téléphones mobiles (500 000, soit plus de 12 disques de Platine).
Elle a été traduite en espagnol et est devenue le leitmotiv d'une publicité diffusée sur la chaine Telecinco, en septembre 2005, dans le cadre de la campagne de sensibilisation aux droits des enfants, et contre l'exploitation et la maltraitance de ceux-ci. Le single et l'album ont aussi bien marché en Allemagne, diffusé dans les grands médias et disponibles à la vente.
Povia sort son premier album en mars 2005, intitulé « Evviva i pazzi... che hanno capito cos'é l'amore ». C'est un disque d'Or avec 60 000 copies vendues. Trois singles sont tirés de cet album : Fiori, Chi ha peccato et Non è il momento. En septembre de la même année la maison d'édition pour enfants, Adriano Salani Editore, joint à l'album discographique une bande dessinée inspirée de la chanson I bambini fano "ooh...".
En 2006 il retourne au festival de Sanremo, en lice cette fois, fort du succès de sa chanson de l'année précédente. Il interprète pour cette édition le titre Vorrei avere il becco qui lui permet de remporter le titre de meilleure chanson italienne de l'année, devant le groupe Nomadi.
Le 12 mai 2007, Povia participe à la manifestation Family Day qui se tient place de la Porta San Giovanni à Rome, affirmant à cette occasion que l'approbation du DICO (Pacs italien) saperait les fondations de la famille traditionnelle. Le 19 mai suivant il reçoit le prix « Lira Battistiana 2007 » (prix créé en hommage au chanteur Lucio Battisti) au théâtre Cavour de la ville d'Imperia. Le 4 octobre 2007 sort l'album « La storia continua... la tavola rotonda » duquel est extrait le premier single È meglio vivere una spiritualità.
En 2008 la chanson Uniti, interprétée en duo avec Francesco Baccini, est écartée de la compétition par la direction artistique du festival de Sanremo. Irrité, Povia critique durement la décision sur son blog Myspace et organise, en collaboration avec son ami, une « contre manifestation » musicale baptisée Independent Music Day, au lendemain de la fin du festival. Il reçoit la même année le « Lion d'Argent » pour l'ensemble de sa carrière musicale par le Comité de l'Ordre du Lion d'Or de Venise.
En 2009 il se classe en deuxième position de la 59e édition du festival de Sanremo avec le titre Luca era gay. Il remporte le prix « Premio Sala Stampa Radio TV » avec cette même chanson.
L'année suivante, Povia est encore au centre de controverses en décidant d'apporter, à l'édition 2010 du festival de Sanremo, le titre La verità, inspiré de l'histoire d'Eluana Englaro. La chanson se révèle être à l'opposé de ce que beaucoup supposaient, le Cardinal José Savaira Martins l'ayant même abusivement décrite comme une « apologie de l'euthanasie ». Avant que le texte ne soit largement diffusé, Povia explique qu'il a demandé au père d'Eluana son consentement pour interpréter la chanson.
En 2011 il participe à l'émission Dancing with the Stars. Sort la même année son nouveau single intitulé E non passi, annonçant son nouvel album.

## Formation
- Giuseppe Povia - Voix et guitare
- Alessio Buccella - Piano-forte
- Mirko Pieri - Basse
- Giulio Pineschi - Guitare
- Andrea Morucci - Guitare
- Claudio Del Signore - Batterie
- Anna Oleandro - Chœur
- Andrea Pellegrini - Opérateur son

## Commentaires
Il s'est fait remarquer au cours du festival de Sanremo 2009 avec un morceau qui créa la polémique autour de la condition homosexuelle.
Le texte de la chanson relate l'histoire d'un individu qui évoque son parcours sentimental en passant de l'esprit homosexuel dans sa jeunesse, puis par la suite changea complètement de direction en épousant une femme qu'il a rencontrée par hasard lors d'une soirée.
Le texte de la chanson s'appuie sur une théorie que l'homosexualité d'un individu est la résultante d'une série d'événements déclencheurs  (absence du père, mère possessive, etc.) portant peu à peu la confusion dans l'esprit et l'identité de l'individu.
D'autant plus que l'individu en question a subi la pression de sa propre mère qui l'exhortait à ne jamais se marier.
Les parents de l'individu ayant divorcé, l'individu ne voulant pas trahir sa mère, il s'est vu contraint à aller chercher l'amour auprès des hommes, et ce inconsciemment.[citation nécessaire]
Ce n'est pas à proprement parler pour ces raisons que la manifestation du 21 février 2009 menée par différentes associations gays (Arcigay, Arci Liguria, Arci Imperia, Arcilesbica, Famiglie Arcobaleno, Agedo) ont protesté contre la musique de Povia.
Mais bel et bien pour clamer haut et fort que tous les gays ne puissent pas être tous assimilés au cas évoqué dans cette chanson, et que pour la grande majorité, l'homosexualité est un état de fait et par conséquent naturel.
La chanson fut inspirée par une connaissance dont le chanteur conservera l'anonymat, bien qu'un certain Luca Di Tolve se déclarant ex-gay possède une histoire personnelle extrêmement proche de la chanson de Povia. Ce dernier prétendant qu'il s'est inspiré d'un autre individu.